# Bangaon
Bangaon là một thành phố và khu đô thị của quận North Twentyfour Parganas thuộc bang Tây Bengal, Ấn Độ.

## Địa lý
Bangaon có vị trí 23°04′B 88°49′Đ / 23,07°B 88,82°Đ Nó có độ cao trung bình là 7 mét (22 foot).

## Nhân khẩu
Theo điều tra dân số năm 2001 của Ấn Độ, Bangaon có dân số 102.115 người. Phái nam chiếm 51% tổng số dân và phái nữ chiếm 49%. Bangaon có tỷ lệ 76% biết đọc biết viết, cao hơn tỷ lệ trung bình toàn quốc là 59,5%: tỷ lệ cho phái nam là 81%, và tỷ lệ cho phái nữ là 71%. Tại Bangaon, 10% dân số nhỏ hơn 6 tuổi.